# Istvándi
Istvándi es un pueblo ubicado en el distrito de Barcs, en el condado de Somogy, Hungría.

## Superficie
Posee una superficie de 30,30 kilómetros cuadrados.

## Demografía
Hasta 2019 la población era de 517 habitantes, con una densidad de población de 17,06 habitantes por kilómetro cuadrado.